# ルキウス・アエミリウス・パプス
ルキウス・アエミリウス・パプス（Lucius Aemilius Papus）は共和政ローマのパトリキ（貴族）出身の政治家・軍人。紀元前225年に執政官（コンスル）を務め、テラモンの戦いでガリア人に勝利した。紀元前220年には監察官（ケンソル）に就任している。

## 出自
パプスが属するアエミリウス氏族は、古代の歴史家によると、ローマで最も古い家系とされている。その祖先はピタゴラス、あるいは第二代ローマ王ヌマ・ポンピリウスともされる。プルタルコスが引用している一説ではアイネイアースとラウィーニアの間の娘がアエミリアで、初代ローマ王ロームルスを生んだとしている（通説ではレア・シルウィアが母）。
カピトリヌスのファスティによると、ルキウスの父のプラエノーメン（第一名、個人名）はクィントゥス、祖父はグナエウスである。このクィントゥスは紀元前282年と紀元前278年の執政官を務めたクィントゥス・アエミリウス・パプスと思われるが、その場合50代後半あるいは60代での子供であることになり、このためクィントゥスは祖父であるとの説もある。

## 経歴

### コンスルシップ
パプスの名前が最初に現れるのは、紀元前225年に執政官に就任した際である。同僚執政官はガイウス・アティリウス・レグルスであった。オロシウスはパプスのコグノーメン（第三名、家族名）をカトゥルス、大プリニウスはパウッルスと誤記している。
この年、キサルピナ（アルプスの南側）のボイイ族、インスブリ族（en）、タウリスキ族（en）といったガリア人が、ガリア・トランサルピナのガエサタエを傭兵として雇い入れてローマに反乱した。ポリュビオスによれば、その兵力は歩兵50,000、騎兵20,000であった。これに対処する任務がパプスに与えられ、レグルスはサルディニアの反乱を鎮圧することとなった。また、ローマはヒスパニアを支配していたカルタゴ人の将軍 ハスドルバル と不可侵条約を結ぶ事で、この脅威に集中した。
パプスはローマ軍主力を率い、アリミヌム（現在のリミニ）に陣を置き、敵軍がウンブリア（イタリア半島内陸部）を通過することを阻止しようとした。また、法務官（プラエトル）一人（名前不明）も軍を率いてエトルリア（イタリア半島西部）を防衛した。ガリア人は進撃路として西側を選び、プラエトルの軍をフエスラエ（現在のフィエーゾレ）近くで破り、丘の上に逃れたその残存部隊も包囲した。しかし、そのときにパプスの軍が到着した。
パプスの到着を知ったガリア軍は略奪品を持ち帰るために、リグーリア（エトルリアの北方海岸沿い）を通って撤退することを決定し、パプスはこれを追撃した。大規模な戦闘が起こるとは期待できなかったが、小さな遭遇戦で損害を与えることを期待してのことであった。もう一人の執政官レグルスもサルディニアを離れてピサに上陸して、ガリア軍の退路を遮断した。このためガリア軍は南北から挟まれることとなった。
テラモン（現在のタラモーネ）近くで、ローマ軍はガリア軍を挟撃した。パプスの軍は後面に展開していたインスブリ族とガエサタエと戦うこととなった。序盤の高所の取り合いでは、ローマ軍騎兵が駆けつけたもののレグルスが戦死するなど激戦を極めたが、最終的にはローマ軍の完勝だった。ポリュビオスによると、ガリア軍の戦死者は40,000、指揮官の一人を含み10,000が捕虜となった。
更にパプスは懲罰のためにボイイ領を侵略し、大量の戦利品とともにローマに帰還した。この勝利を讃え、凱旋式が実施された。

### その後
紀元前220年、パプスはプレブス出身のガイウス・フラミニウスと共に監察官に就任した。恐らくフラミニア街道やフラミニウス競技場の建設などを担当したと思われる。
翌紀元前219年にはハンニバルがサグントゥム（現在のサグント）を包囲し第二次ポエニ戦争が勃発する。紀元前218年には、この抗議のために5人の使節がカルタゴに派遣されるが、パプスもその一人であった。
紀元前216年、カンナエの戦いの敗北後に国庫の資金が不足したこともあり、パプスはテラモンの戦いで戦死したガイウス・アティリウスの兄弟マルクス・アティリウスらと共に、資金調達のための財務担当三人委員の一人に選ばれている。